# Wereldkampioenschappen wielrennen 1964
De wereldkampioenschappen wielrennen op de weg van 1964 werden gehouden in het Franse Sallanches op zaterdag 5 en zondag 6 september.
De profs reden op zondag 6 september. De wedstrijd was 290 kilometer lang. Wereldkampioen werd de 24-jarige Jan Janssen. Hij was de beste van een kopgroepje dat in de laatste ronde was weggereden na een demarrage van Raymond Poulidor. Beste Belg was Benoni Beheyt op de elfde plaats.
De amateurs (over 185,6 km) en de dames reden op zaterdag 5 september hun kampioenschap. De 19-jarige Eddy Merckx werd wereldkampioen amateurs en de Russin Emma Sonka haalde het bij de dames.
Het wereldkampioenschap ploegentijdrit voor amateurs werd op donderdag 3 september gereden in Albertville. Italië werd wereldkampioen vóór Spanje en België; Nederland, met Bart Zoet, Jan Pieterse, Evert Dolman en André van Middelkoop werd twaalfde op acht minuten van de winnaars.

## Uitslagen

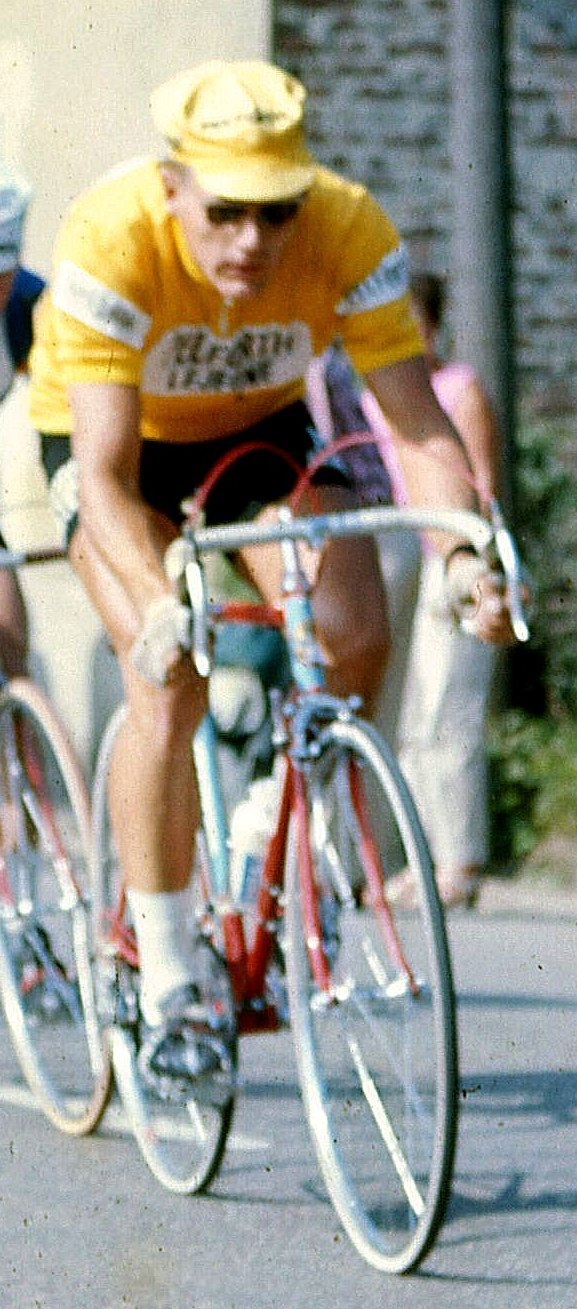
Jan Janssen

### Beroepsrenners
| Plaats | Renner              | Land                | Tijd     |
| ------ | ------------------- | ------------------- | -------- |
| 1      | Jan Janssen         | Nederland           | 7u35'52" |
| 2      | Vittorio Adorni     | Italië              | z.t.     |
| 3      | Raymond Poulidor    | Frankrijk           | z.t.     |
| 4      | Tom Simpson         | Verenigd Koninkrijk | +6"      |
| 5      | Italo Zilioli       | Italië              | z.t.     |
| 6      | Jo de Haan          | Nederland           | z.t.     |
| 7      | Jacques Anquetil    | Frankrijk           | z.t.     |
| 8      | Fernando Manzaneque | Spanje              | z.t.     |
| 9      | Jean Stablinski     | Frankrijk           | +38"     |
| 10     | Franco Cribiori     | Italië              | z.t.     |

### Amateurs

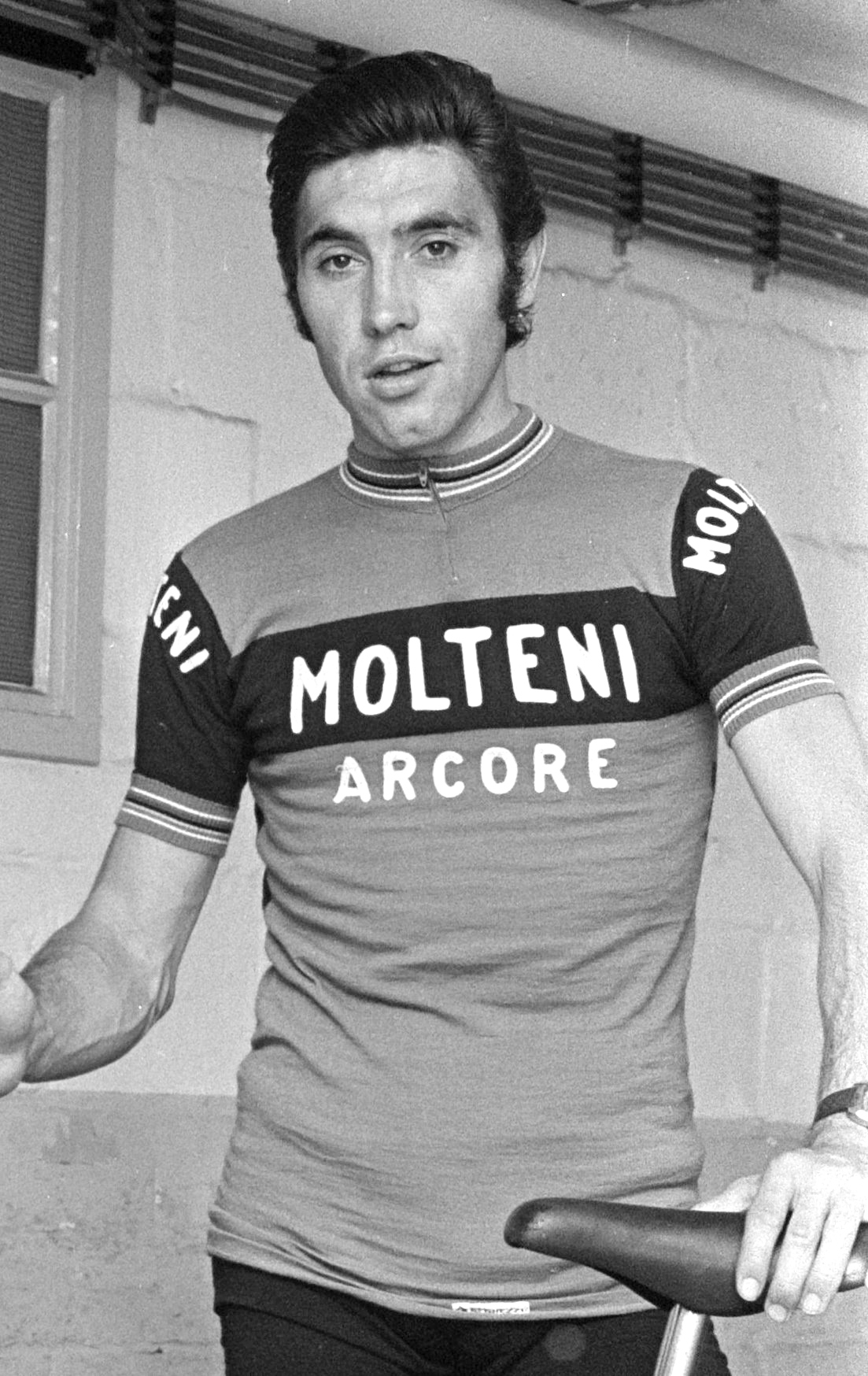
Eddy Merckx (hier in 1973) behaalde zijn eerste wereldtitel

| Plaats | Renner           | Land   | Tijd     |
| ------ | ---------------- | ------ | -------- |
| 1      | Eddy Merckx      | België | 4u39'10" |
| 2      | Willy Planckaert | België | +27"     |
| 3      | Gösta Pettersson | Zweden | z.t.     |

### Dames[3]
| Plaats | Renner        | Land        | Tijd     |
| ------ | ------------- | ----------- | -------- |
| 1      | Emma Sonka    | Sovjet-Unie | 1u44'37" |
| 2      | Galina Yudina | Sovjet-Unie | z.t.     |
| 3      | Rosa Sels     | België      | z.t.     |

### Ploegentijdrit amateurs
| Plaats | Land   | Renners                                                                                 | Tijd     |
| ------ | ------ | --------------------------------------------------------------------------------------- | -------- |
| 1      | Italië | Severino Andreoli/Luciano Dalla Bona/ Pietro Guerra/Ferruccio Manza                     | 2u07'20" |
| 2      | Spanje | Gines Garcia Peran/Jose-Ramon Goyeneche Bilbao/ Ramon Saez Manzo/Luis Pedro Santamarina | +3'47"   |
| 3      | België | René Heuvelmans/Roland De Neve/ Roland Van De Rijse/Albert Van Vlierberghe              | +3'51"   |

1921 · 
1922 · 
1923 · 
1924 · 
1925 · 
1926 · 
1927 · 
1928 · 
1929 · 
1930 · 
1931 · 
1932 · 
1933 · 
1934 · 
1935 · 
1936 · 
1937 · 
1938 · 
1946 · 
1947 · 
1948 · 
1949 · 
1950 · 
1951 · 
1952 · 
1953 · 
1954 · 
1955 · 
1956 · 
1957 · 
1958 · 
1959 · 
1960 · 
1961 · 
1962 · 
1963 · 
1964 · 
1965 · 
1966 · 
1967 · 
1968 · 
1969 · 
1970 · 
1971 · 
1972 · 
1973 · 
1974 · 
1975 · 
1976 · 
1977 · 
1978 · 
1979 · 
1980 · 
1981 · 
1982 · 
1983 · 
1984 · 
1985 · 
1986 · 
1987 · 
1988 · 
1989 · 
1990 · 
1991 · 
1992 · 
1993 · 
1994 · 
1995 · 
1996 · 
1997 · 
1998 · 
1999 · 
2000 · 
2001 · 
2002 · 
2003 · 
2004 · 
2005 · 
2006 · 
2007 · 
2008 · 
2009 ·
2010 · 
2011 · 
2012 · 
2013 · 
2014 · 
2015 · 
2016 · 
2017 · 
2018 · 
2019 · 
2020 ·
2021 ·
2022 ·
2023 ·
2024 ·
2025 ·
2026